# 黑塔 (電影)
是一部2017年美國奇幻、科幻、西部和恐怖電影，由尼科萊·阿爾賽執導並與阿奇瓦·高斯曼、安德斯·湯瑪士·詹森、傑夫·賓克共同編劇。電影改編自史蒂芬·金所創作的同名小說系列。由伊卓瑞斯·艾巴和馬修·麥康納主演。其劇情描述槍客為了不讓自己的世界遭到滅亡，為此踏上前往黑塔之路。
《黑塔》定於2017年8月4日在美國上映（含3D版）。

## 劇情
一位擁有通靈能力的青少年遇見最後一位槍客，他必須對抗巫師，不讓他把維繫宇宙的關鍵毀了。
在文明崩壞世界中，羅蘭·德斯欽是名主要以雙左輪手槍為武器的僅存槍客，他希望能在宇宙的中樞「黑塔」找到阻止自己世界滅亡的方法。

## 演員
| 演員                              | 角色                                           | 備註                           |
| 伊卓瑞斯·艾巴 Idris Elba          | 羅蘭·德斯欽 Roland Deschain                    | 僅存的槍客，武器為雙左輪手槍。 |
| 馬修·麥康納 Matthew McConaughey   | 華特·歐汀／黑衣人 Walter o'Dim／The Man in Black | 密謀支配黑塔的神秘巫師。       |
| 湯姆·泰勒 Tom Taylor              | 傑克·錢伯斯 Jake Chambers                      | 與羅蘭共同行動的男孩。         |
| 凱瑟琳·溫妮柯 Katheryn Winnick    | 勞莉·錢伯斯 Laurie Chambers                    |                                |
| 傑基·厄爾·哈利 Jackie Earle Haley | 塞爾 Sayre                                     |                                |
| 法蘭·克南茲 Fran Kranz            | 平姆立 Pimli                                   |                                |
| 艾比·麗 Abbey Lee                 | 提拉娜 Tirana                                  |                                |
| 丹尼斯·赫柏特 Dennis Haysbert     | 史蒂芬·德斯欽 Steven Deschain                  | 羅蘭的父親。                   |
| 麥可·巴比利 Michael Barbieri      | 提米 Timmy                                     |                                |
| 金秀賢 Claudia Kim                | 艾拉·尚皮尼翁 Arra Champignon                  |                                |

## 製作
自2007年以來，《黑塔》不斷傳出改編的消息，但仍都沒有實際作為。J·J·亞柏拉罕（2007年至2009年）和朗·霍華（2010年至2015年）都曾計劃擔任導演，最後由確定尼科萊·阿爾賽執導，而霍華則擔任監製。

### 拍攝
電影正式於2016年4月在南非拍攝，而劇組也會在紐約取景。2016年10月，電影試映後，索尼和MRC又花了600萬美元進行部分重拍。

## 發行
電影原本定於2017年2月17日在美國上映，但因後製未能趕上而延期至2017年7月28日。2017年4月初，《黑塔》的上映日延期至2017年8月4日，因索尼將該片與《表情符號電影》的上映日互換。

### 市場營銷
首支預告片定於2016年下半年的某節日釋出，但於2016年10月10日時，一支粗剪版的預告洩露於網上，之後該預告隨即被移除。

## 回響

### 評價
《黑塔》獲得多數負面的評論，主要批評電影將金的原作簡化，而使劇情枯燥無味，但艾巴和麥康納的演出則獲得了讚賞。爛蕃茄基於126條評論，僅持有18%的新鮮度，平均等級為4.1 / 10。Metacritic得分34，口碑不佳。據CinemaScore調查，觀眾的評價在A+至F間落在「B」。

### 票房
在北美，《黑塔》與《綁架》、《底特律》共同上映競爭，《黑塔》估計於首週能從3451間戲院中獲得2000萬美元的票房。它於週四晚間獲得了180萬美元，並於第一天獲得770萬美元的票房。美國首映週末票房收入為1950萬美元，位居當週票房冠軍。
| 上一届： 《敦克爾克大行動》 | 2017年美國週末票房冠軍 第31周 | 下一届： 《安娜貝爾：造孽》 |

## 衍生電視劇
2016年9月，《娛樂周刊》報導，待電影上映後，與電影相同世界觀的《黑塔》電視劇定於2020年推出，伊卓瑞斯·艾巴和湯姆·泰勒都將在當中分別飾演自己的角色。據報導，該劇會補充電影的背景故事，可能是改編自《黑塔IV 巫師與水晶球》，並會有名新演員來飾演年輕的羅蘭。

## 外部連結
- 互联网电影数据库（IMDb）上《黑塔》的资料（英文）
- 爛番茄上《黑塔》的資料（英文）
- Box Office Mojo上《黑塔》的資料（英文）
- AllMovie上《黑塔》的资料（英文）
- Metacritic上《黑塔》的資料（英文）
- 開眼電影網上《黑塔》的資料（繁體中文）
- 豆瓣电影上《黑塔》的資料 （简体中文）
- 时光网上《黑塔》的資料（简体中文）